# Novo Hamburgo
Novo Hamburgo è un comune del Brasile nello Stato del Rio Grande do Sul, parte della mesoregione Metropolitana de Porto Alegre e della microregione di Porto Alegre, situato nella Vale do Rios do Sinos, a circa 40 km dalla capitale dello Stato, Porto Alegre.
Novo Hamburgo è riconosciuta all'interno del Brasile, come la capitale delle calzature, titolo rivendicato peraltro dalla stessa San Paolo.

## Amministrazione

### Gemellaggi
- - Elda, Spagna